# Martin Rychta
Martin Rychta (* 24. března 1962 v Praze) je český bubeník, který spolupracoval s mnoha předními českými kapelami.

## Kariéra
Absolvent Konzervatoře Jaroslava Ježka. Před rokem 1989 hrál ve skupinách Pentagram (Oldřich Janota, Jakub Noha), Mozart K a dalších kapelách nezávislé scény. 1986–89 vystupoval s Lucií Bílou, v roce 1989 začal hrát s Petrem Novákem, členem George & Beatovens byl do roku 1997. Poté vystupoval mj. s kapelami Čechomor, Pod Černý vrch, Vladimírem Mertou, českoamerickou kapelou Blaq Mummy a rakovnickou skupinou Hradní duo. Od roku 2005 byl těžištěm jeho činnosti Vlasta Třešňák Band, kde působil zároveň jako producent a skladatel. Třešňák band vydal tři úspěšná CD, činnost ukončil v roce 2013. Trvale (od roku 1988) spolupracuje a koncertuje s Václavem Koubkem a od roku 2014 s multižánrovou plzeňskou skupinou Lakuna.
Od roku 1991 šéfuje uměleckou agenturu MARY, od roku 2007 se věnuje pedagogické činnosti v hudební škole (obor bicí nástroje).

## Diskografie
Výběrová diskografie Martina Rychty:
- Petr Novák: Memento (1990)
- Petr Novák: Live (1992)
- Václav Koubek: Šaty šupáka (1992)
- Petr Novák: Dávné sliby (1996)
- Václav Koubek: Bezvětří (1996)
- Českomoravská hudební společnost: Mezi horami (1996)
- Václav Koubek: Lítám (1999)
- Českomoravská hudební společnost: Čechomor (2000)
- Václav Koubek: Já a můj táta (2002)
- Oldřich Janota: Jako měsíc (2003 – kompilace nahrávek z 1. poloviny 80. let)
- Pod Černý vrch: Semotam (2003)
- Václav Koubek: Každej pes (2004)
- Pod Černý vrch: Ženění (2005)
- Třešňák & band: Inventura (2005)
- Třešňák & band: Skopolamin (2006)
- Třešňák Band: Němý suflér (2010)
- Lakuna: Lakuna (2016)